# Nguyễn Khắc Xương
Nguyễn Khắc Xương (25 tháng 10, 1922 - 18 tháng 11, 2018) là Nhà nghiên cứu, phê bình Văn hóa dân gian người Việt Nam thời hiện đại. Ông là người con thứ hai của thi sĩ Tản Đà (anh trai ông cùng tên nhưng qua đời khi chưa tròn một tuổi). Mặc dù vậy, ông được coi là con trưởng vì sự ra đi sớm của anh trai..
Ông được coi là nhà Tản Đà học, nhà Phú Thọ học, hoặc là truyền nhân của Tản Đà.
Cuộc đời và sự nghiệp của Nguyễn Khắc Xương đánh dấu những thành tựu đáng kể. Ông đã đóng góp quan trọng trong ba lĩnh vực nghiên cứu chính: văn hóa dân gian Việt Nam, hát Xoan (một thể loại hát dân ca truyền thống của Việt Nam), và tác phẩm nghiên cứu về Tản Đà.

## Tiểu sử
Sinh vào ngày 25 tháng 10 năm 1922 trong một gia đình danh giá với truyền thống khoa bảng ở Ba Vì, Nguyễn Khắc Xương được nuôi dưỡng học vấn bởi một người thân liên quan đến quan tri phủ Vĩnh Tường.

## Cuộc đời & sự nghiệp
Thời niên thiếu, ông được một người nhà của quan tri phủ Vĩnh Tường nuôi ăn học. Học xong Tú tài thì kháng chiến bùng nổ.
Ông hăng hái tham gia phong trào Bình dân học vụ xóa mù chữ cho dân. Xong ông đăng ký vào ngành Công an ở Quân khu 3. Sau đó ông bị điều động lên chiến khu Việt Bắc, phân công làm Văn phòng ở Ủy ban huyện Hạ Hòa tỉnh Phú Thọ.
Tại đây, ông gặp Nhà thơ Bút Tre và được điều về cơ quan của Bút Tre là Ty Thông tin.
Sau này, khi Việt Minh về tiếp quản Thủ đô Hà Nội, Nguyễn Khắc Xương về địa phương sưu tầm tài liệu liên quan đến Vua Hùng ở Phú Thọ và phát động tìm hiện vật khảo cổ.
Từ đây, ông bắt đầu cho ra nhiều công trình nghiên cứu văn hóa dân giản về đất Tổ. Ông được công tác ở Hội văn nghệ Dân gian Phú Thọ. Ông được Nhà nước quan tâm, tạo mọi điều kiện để nghiên cứu.
Ông đã đi đến rất nhiều đền miếu để có tư liệu về Vua Hùng, hàng trăm thần tích ngọc phả, và các di khảo cổ. Và đã đạt được nhiều thành tựu đáng ghi nhận.
Ông đã viết nhiều bài báo, tham gia nhiều hội thảo khoa học và công trình nghiên cứu văn hóa, xuất bản nhiều sách về Tản Đà sau thời gian nghiên cứu về Tản Đà. Ngoài ra còn hoàn thiện những tác phẩm của Tản Đà chưa xuất bản, góp phần cho bạn đọc thấy được con người Tản Đà và cuộc sống đầy chất ngông của ông.
Ông cũng góp phần đính chính nhiều sai sót về thông tin của nhà thơ Tản Đà trên sách báo thời đó.
Cho đến cuối đời, ông vẫn miệt mài viết sách, nghiên cứu về văn hóa dân gian.

## Tác phẩm nổi bật
Trong suốt cuộc đời, Nguyễn Khắc Xương đã viết nhiều tác phẩm nghiên cứu, bao gồm:
- Truyền thuyết Trưng Vương Chi Hội Văn học Dân gian Vĩnh Phú (xuất bản năm 1975)
- Tục ngữ ca dao dân ca Vĩnh Phú (xuất bản năm 1994)
- Ví giao duyên (xuất bản năm 1995)
- Hát Xoan Vĩnh Phú (xuất bản năm 1996)
- Hội làng quê Vĩnh Phú (xuất bản năm 1997)
- Văn hóa làng Phú Thọ (xuất bản năm 1998)
- Hát xoan Phú Thọ (xuất bản năm 2008)

## Khen thưởng
Năm 2012, ông được Nhà nước trao tặng Giải thưởng Nhà nước về Văn học Nghệ thuật.